# Robert Elfstrom
Robert Elfstrom est un directeur de la photographie, réalisateur, acteur et scénariste américain.

## Filmographie

### Comme directeur de la photographie
- 1964 : National Geographic Specials (série TV)
- 1969 : Johnny Cash! The Man, His World, His Music (en)
- 1972 : The Nashville Sound réalisé avec David Hoffman
- 1970 : Other Voices (en) de David H. Sawyer (de)
- 1970 : Hi, Mom! de Brian De Palma
- 1973 : Gospel Road: A Story of Jesus (en)
- 1977 : The Body Human: The Miracle Months (en) (TV)
- 1978 : The Body Human: The Red River (en) (TV)
- 1979 : The Body Human: The Sexes (en) (TV)
- 1980 : Mysteries of the Sea (TV)
- 1993 : The Lost Fleet of Guadalcanal (TV)
- 1999 : Bird by Bird with Annie
- 2001 : Flesh + Steel: The Making of 'RoboCop' (vidéo)
- 2002 : Death from Above: The Making of 'Starship Troopers' (vidéo)
- 2002 : Know Your Foe (vidéo)
- 2005 : Breaking the Silence: Children's Stories (TV)
- 2006 : Outsider: The Life and Art of Judith Scott

### Comme réalisateur
- 1969 : Johnny Cash! The Man, His World, His Music (en)
- 1970 : The Nashville Sound
- 1973 : Gospel Road: A Story of Jesus (en)
- 1978 : The Body Human: The Vital Connection (en) (TV)
- 1978 : The Body Human: The Red River (en) (TV)

### Comme acteur
- 1973 : Gospel Road: A Story of Jesus (en) : Jesus Christ

### Comme scénariste
- 1969 : Johnny Cash! The Man, His World, His Music (en)